# Scytasis sericea
Scytasis sericea är en skalbaggsart som beskrevs av Gardner 1930. Scytasis sericea ingår i släktet Scytasis och familjen långhorningar.
Artens utbredningsområde är Myanmar. Inga underarter finns listade i Catalogue of Life.